# Bensylbromid
Bensylbromid är en organisk förening som består av en bensenring med en metylbromidgrupp. 
Bensylbromid är en stark tårgas som starkt irriterar både hud och slemhinnor.

## Syntes
Bensylbromid kan syntetiseras genom att bromera toluen i förhållande passande för fri radikalhalogenering: